# Frederico Chaves Guedes
Frederico Chaves Guedes (* 3. října 1983 Teófilo Otoni), známý také pouze jako Fred, je bývalý brazilský profesionální fotbalista, který hrával na pozici útočníka. Svoji hráčskou kariéru ukončil v červenci 2022, a to v dresu brazilského klubu Fluminense FC. Mezi lety 2005 a 2014 odehrál také 38 utkání v dresu brazilské reprezentace, ve kterých vstřelil 17 branek.

## Klubová kariéra
Fred začal svou profesionální kariéru v klubu América FC, odkud v roce 2004 odešel do Cruzeiro EC. V letech 2005–2009 působil v Evropě ve francouzském celku Olympique Lyon, s nímž vyhrál tři ligové tituly a jedno prvenství ve francouzském poháru Coupe de France.
V roce 2009 se vrátil do Brazílie do Fluminense FC, kde se stal kapitánem. Po domácím MS 2014 kritika na jeho osobu (a tým) pokračovala, po sérii proher se cítil být ohrožován fanoušky a pohrozil, že Fluminense nenastoupí k zápasu.
V dubnu roku 2021 vstřelil ve dresu Fluminense svůj 400. gól kariéry, podařilo se mu to proti celku Nova Iguaçu. Jen dva góly jej tak dělily od Orlanda Pinga, druhého nejlepšího střelce v klubové historii Fluminense.
Fred v 38 letech ukončil kariéru. V brazilské lize je se 158 góly druhým nejlepším střelcem v historii za Robertem Dinamitem (190), předčil i slavné Romaria (154) či Pelého (101).

## Reprezentační kariéra
Od roku 2005 do roku 2014 byl členem národního A-týmu Brazílie.
Zúčastnil se Konfederačního poháru 2013 v Brazílii, který domácí tým ovládl po finálové výhře 3:0 nad Španělskem. Fred se stal s 5 góly společně se Španělem Fernando Torresem nejlepším střelcem turnaje.
Trenér Luiz Felipe Scolari jej vzal na domácí Mistrovství světa 2014 v Brazílii. Ve třetím utkání základní skupiny A proti Kamerunu (výhra 4:1) vstřelil jeden gól. V semifinále proti Německu byl u historického debaklu 1:7. Jeho výkon na šampionátu byl označován za slabý a v tomto zápase byl vypískán. Brazilci obsadili konečné čtvrté místo a zůstali bez medaile, v boji o bronz proti Nizozemsku již nenastoupil. Po šampionátu ukončil svojí reprezentační kariéru.